# Uniwersytet Rutgersa

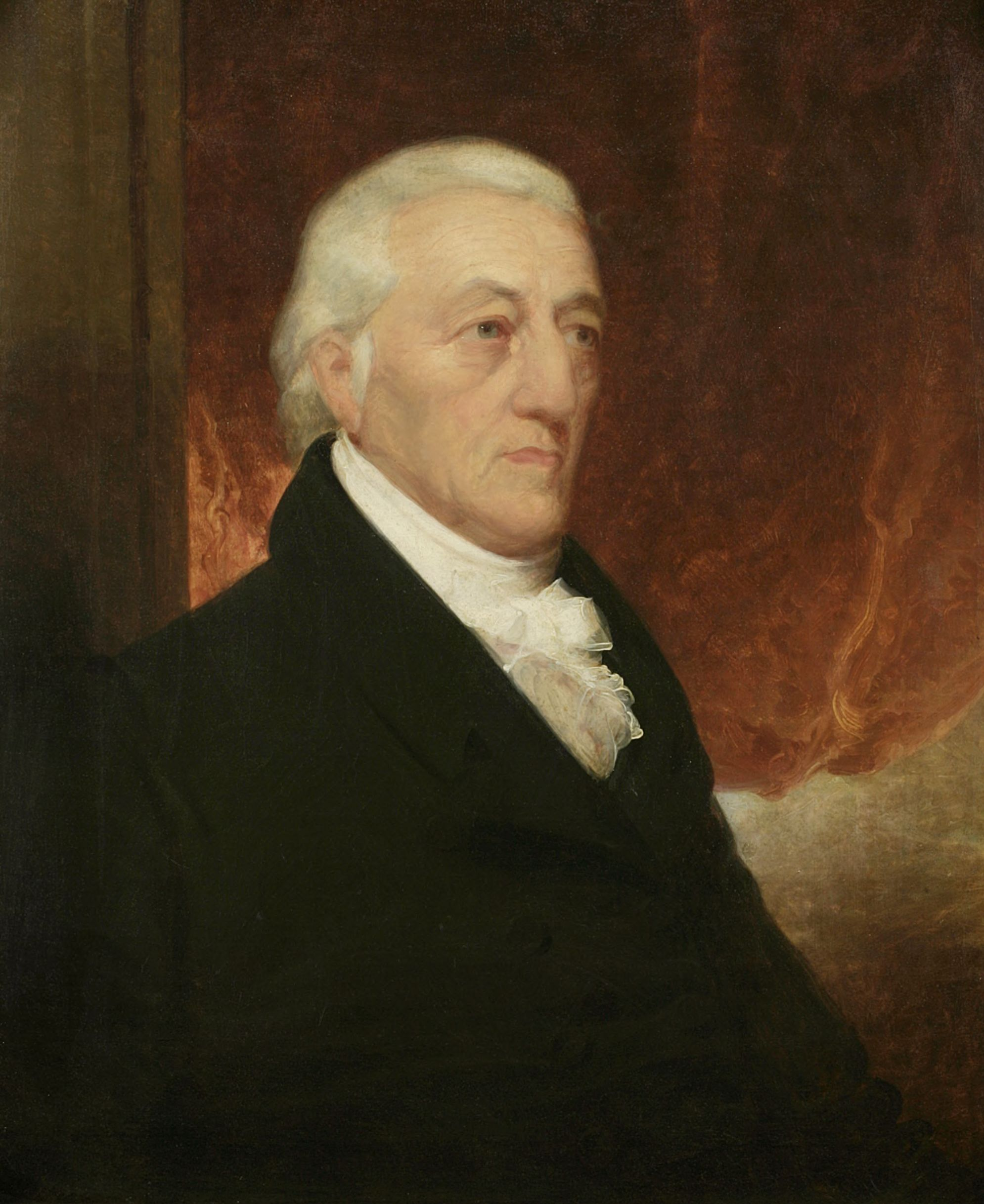
Henry Rutgers (1745–1830), portret wykonany przez Henry'ego Inmana (1801–1846)

Uniwersytet Rutgersa; Rutgers, Uniwersytet Stanu New Jersey (Rutgers University; formalnie: Rutgers, The State University of New Jersey) – największa instytucja edukacyjna w amerykańskim stanie New Jersey.

## Historia
W 1766 roku William Franklin (1730–1813) – syn Benjamina Franklina (1706–1790) i ostatni kolonialny gubernator prowincji New Jersey (Royal Governor of New Jersey) – podpisał statut ustanawiający Queen’s College, nazwany tak na cześć Zofii Charlotty Mecklenburg-Strelitz, żony króla Jerzego III. Królowa Charlotta, patronka Johanna Christiana Bacha (1735–1782) i Wolfganga Amadeusza Mozarta (1756–1791), a także Królewskich Ogrodów Botanicznych w Kew, była znana z zamiłowania do sztuki i propagowania edukacji. Chociaż motywy religijne dominują w założeniach powstania uczelni, to jej statut jest wysoce świecki, określający jej cele jako „edukację młodzieży w językach uczonych oraz w sztukach i naukach wyzwolonych i użytecznych”. Była to ósma uczelnia założona w koloniach.
Pierwotny statut, którego kopii nigdy nie odnaleziono, prawdopodobnie zawierał cechy wprowadzające rozróżnienie pomiędzy mieszkańcami New Jersey, a osobami spoza tej prowincji. Utrudniało to gromadzenie funduszy dla uczelni. Aby to zmienić, gubernator William Franklin wydał w 1770 roku nowy statut, na mocy którego Rutgers University działa do dziś.
W maju 1771 roku Rada Powiernicza zagłosowała za ustanowieniem Queen’s College w New Brunswick i pierwsze zajęcia odbyły się w listopadzie tego samego roku w tawernie o nazwie „The Sign of the Red Lion”.
W kwietniu 1809 roku położono kamień węgielny pod budynek Queen's College, dziś zwany Old Queens. Jego budowa zajęła 14 lat i ponad dwukrotnie przekroczyła pierwotny budżet. Architektem był John McComb Jr. (1763–1853), który zaprojektował także nowojorski ratusz.
W grudniu 1825 roku nazwa uczelni została zmieniona na cześć pułkownika Henry'ego Rutgersa, bohatera wojny o niepodległość. Pochodził on ze starej holenderskiej rodziny z Nowego Jorku, „bogaty kawaler znany ze swojej filantropii”. Pułkownik zmarł w 1830 roku, pozostawiając jedną trzecią swojego majątku na cele charytatywne, ale dla Rutgers College nie przeznaczył ani jednego grosza.
W 1864 roku Holenderski Kościół Reformowany zerwał ostatnie więzi ze szkołą, co było jedną z przyczyn przyznania jej statusu uniwersytetu stanowego.
W 1918 roku otwarto New Jersey College for Women, dzisiejszy Douglass Residential College. Oferowano dwa programy nauczania: sztuki wyzwolone i ekonomia domu. Biblioteka szkoły składała się z około tuzina książek.
W 1924 roku nazwę Rutgers College oficjalnie zmieniono na Rutgers University, w 1945 został on uniwersytetem stanowym na mocy aktu ustawodawczego stanu New Jersey, a w 1956 uczelnia i stan New Jersey zawarły umowę („Rutgers law of 1956”), na mocy której Rutgers ponownie został uznany za uniwersytet stanowy New Jersey. Została powołana Rada Gubernatorów, składająca się z jedenastu członków: sześciu mianowanych przez gubernatora za radą i zgodą Senatu Stanu oraz pięciu – przez Radę Powierniczą Rutgers.
W 1991 r. przy Uniwersytecie Rutgersa Women's Global Leadership Institute zainicjował kampanię „16 Dni Akcji Przeciwko Przemocy ze względu na płeć”. Kampania odbywa się pomiędzy 25 listopada (Międzynarodowym Dniem Przeciwko Przemocy Wobec Kobiet) a 10 grudnia (Międzynarodowym Dniem Praw Człowieka).

## Struktura uczelni
Kampusy uczelni są zlokalizowane w:
- Uniwersytet Rutgers – New Brunswick;
- Uniwersytet Rutgers – Newark;
- Uniwersytet Rutgers – Camden[14].

Uczelnia posiada także największy akademicki ośrodek zdrowia w stanie, składający się ze szkół specjalistycznych pod ogólną nazwą Rutgers Biomedical and Health Sciences (RBHS), rozmieszczonych w całym stanie.
W światowym rankingu uczelni w 2020 roku (Academic Ranking of World Universities 2020) Rutgers został sklasyfikowany na liście światowej w grupie miejsc 101-150, a na amerykańskiej – 42-56.
Na uczelni studiuje ponad 71 tys. studentów ze wszystkich 50 stanów USA i ponad 120 krajów. Jest więc wśród najbardziej zróżnicowanych etnicznie.
W latach 1973–2006 profesorem wydziału prawa uczelni (Rutgers School of Law) był Stanisław Pomorski.

## Galeria

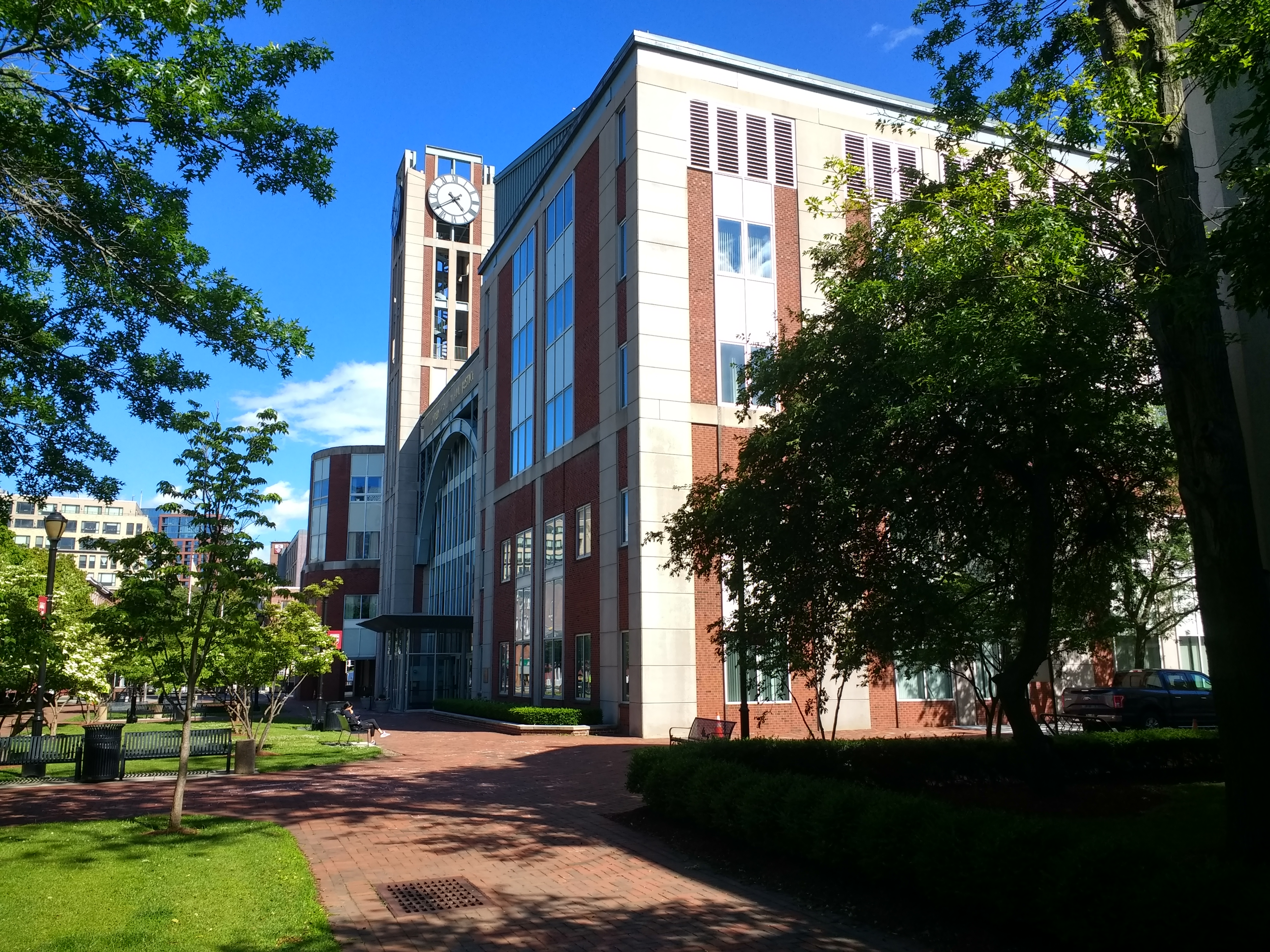
Rutgers Law School w Newark
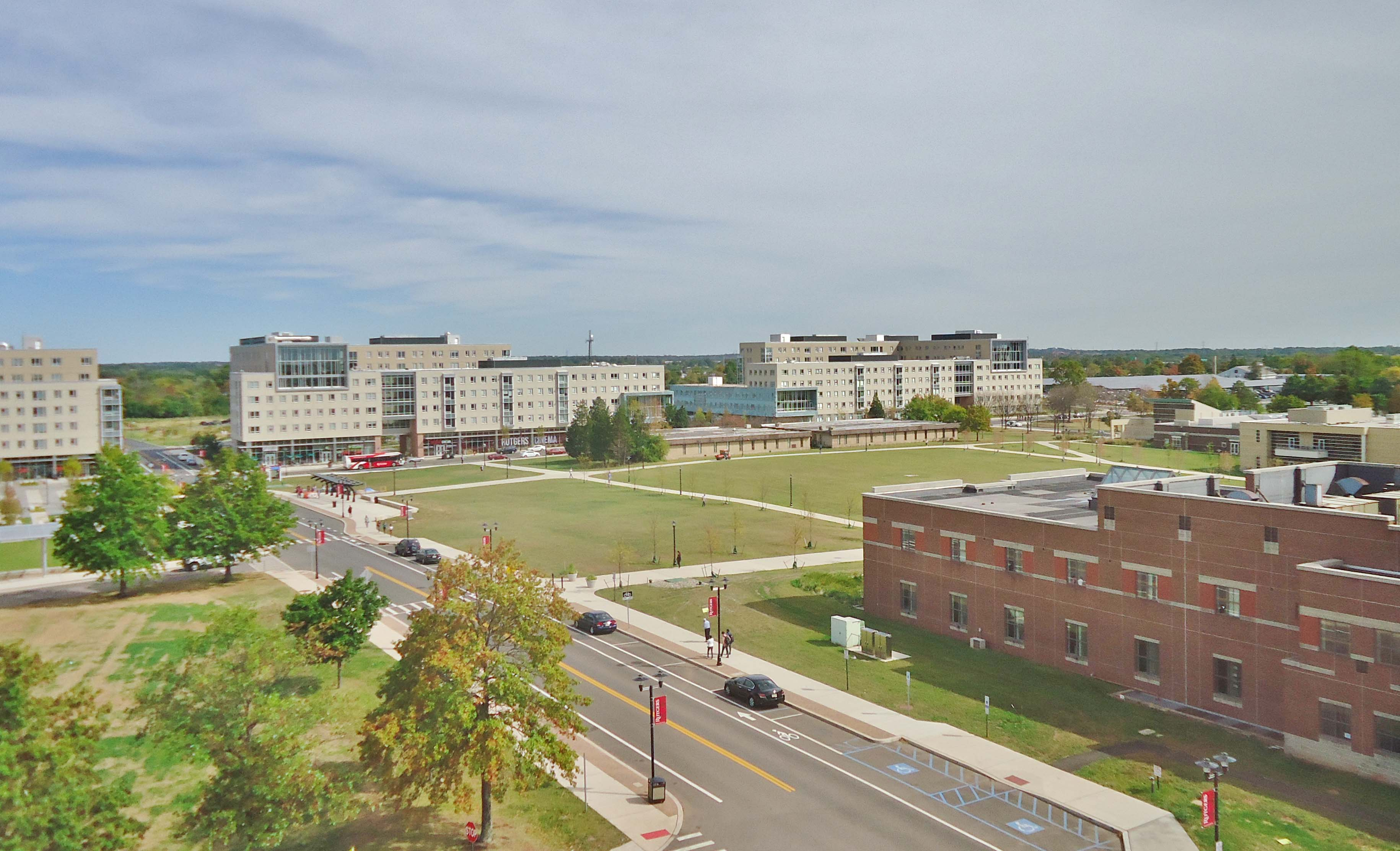
Livingston Campus
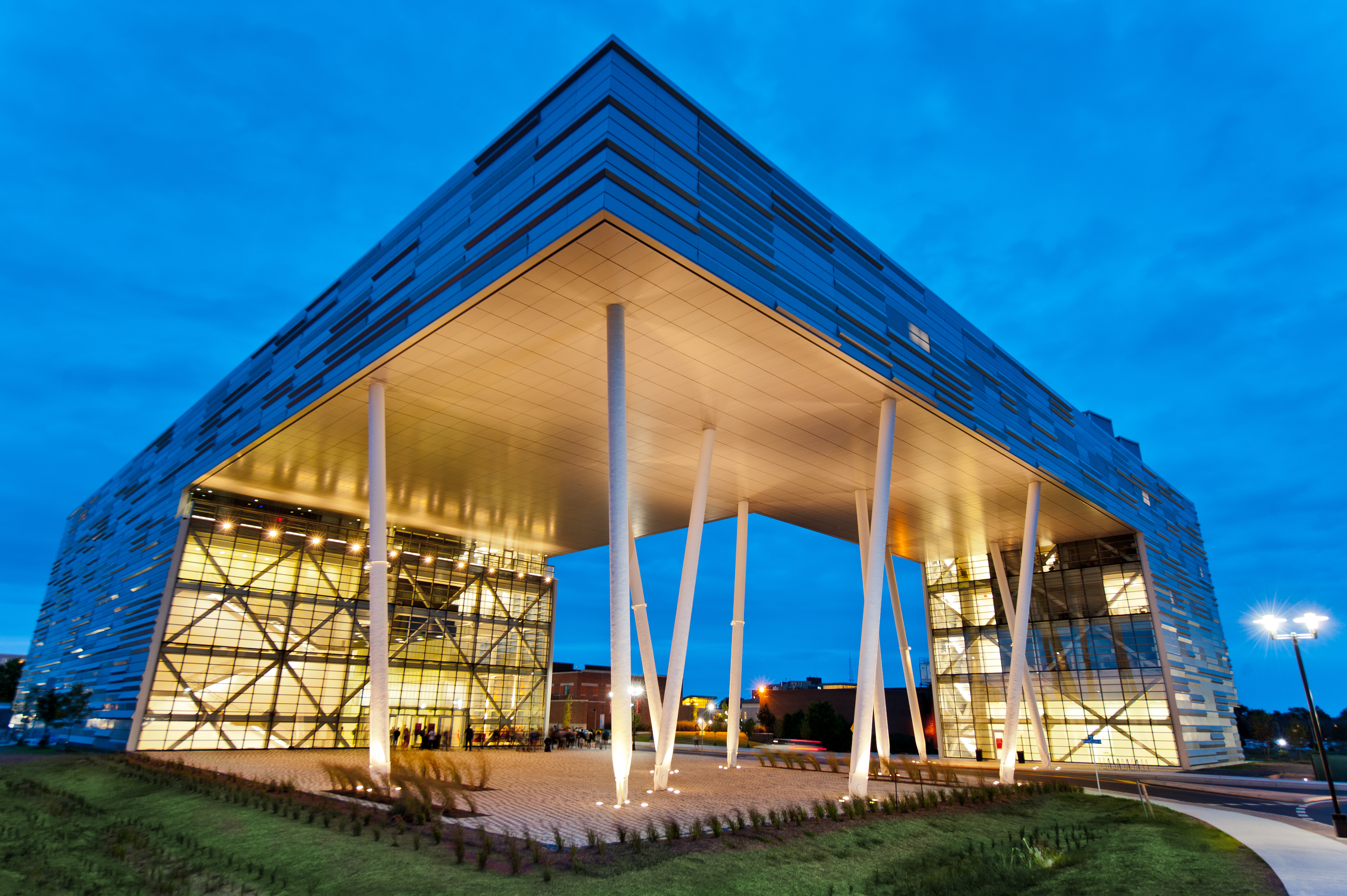
Rutgers Business School, New Brunswick
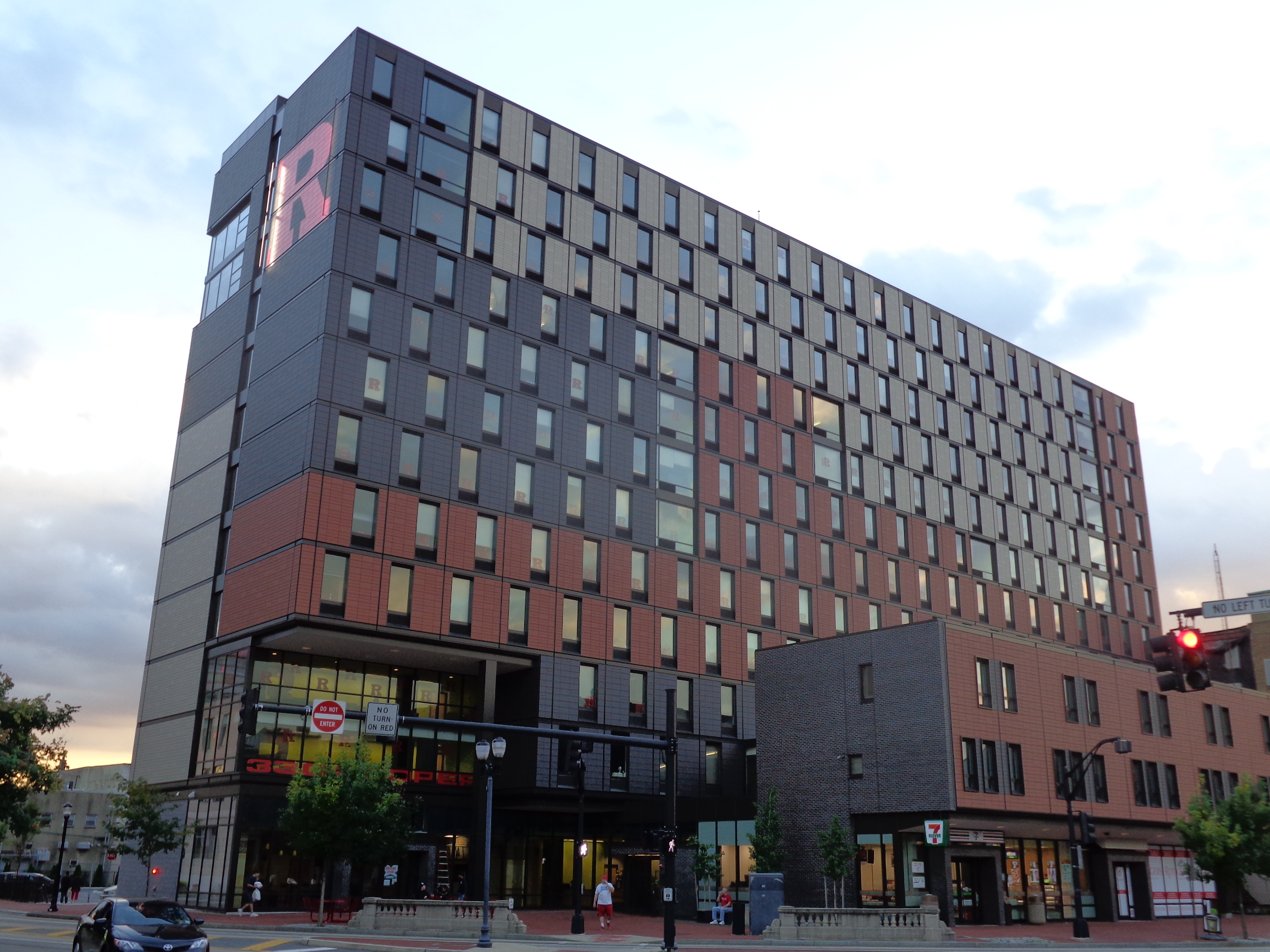
Akademik Rutgers-Camden
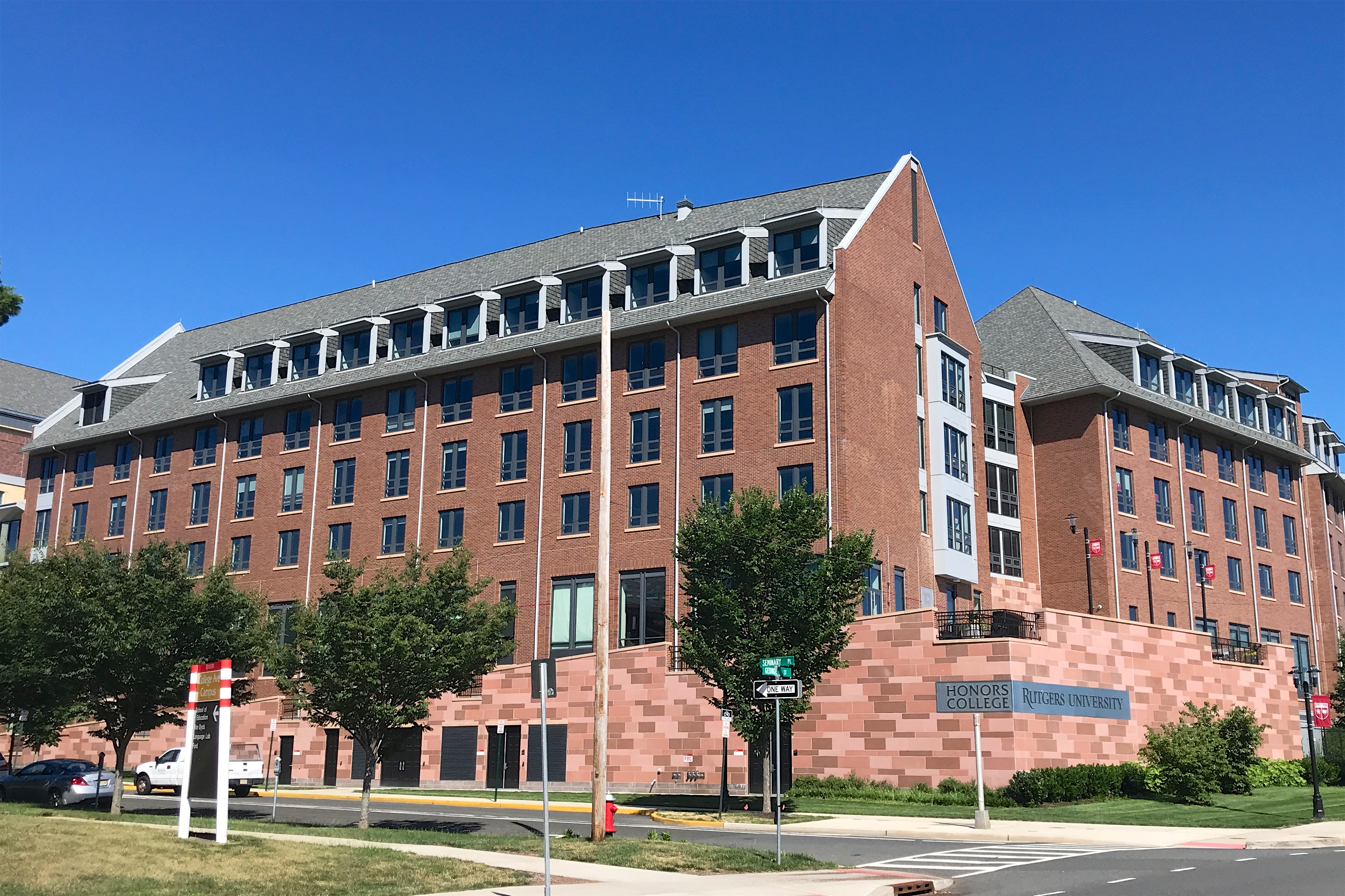
Honors College, New Brunswick